# Moria (vluchtelingenkamp)

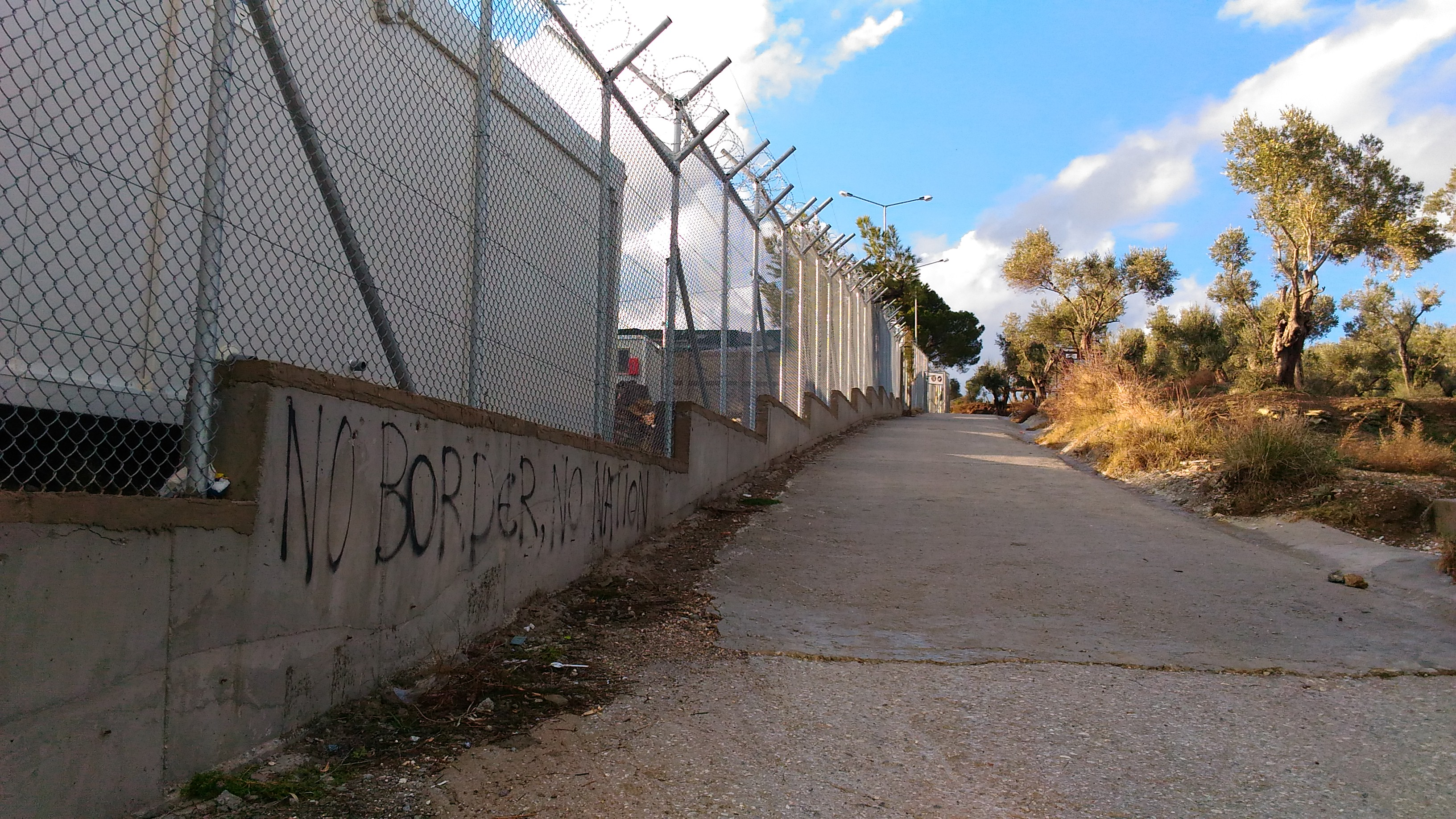
Moria in januari 2017

Moria is een voormalige militaire basis en anno 2020 een kamp voor vluchtelingen op het eiland Lesbos, Griekenland. 
Het kamp is ontstaan toen er in 2013 door onder andere de burgeroorlog in Syrië en de aanhoudende onrust in Afghanistan, een stroom vluchtelingen via Noord-Afrika naar Europa kwam. Vanwege de grote toestroom over de Middellandse Zee werden er op vijf Griekse eilanden zogenaamde hotspots ingericht, vanuit waar de vluchtelingen verder Europa in konden komen.
De Europese Unie kon de toestroom echter niet aan: asielprocedures liepen vast en vluchtelingen konden niet meer doorstromen. Het kamp heeft een capaciteit voor 3.000 mensen, maar in het kamp woonden in maart 2020 20.000 vluchtelingen: anno augustus 2020 waren er in het kamp nog zo'n 13.000 vluchtelingen. Deze totale situatie wordt ook wel de Europese vluchtelingencrisis genoemd.
Vanwege de COVID-19-pandemie zat het kamp vanaf maart 2020 in lockdown. In de nacht van dinsdag 8 op woensdag 9 september 2020 ontstonden er branden in het kamp en brandden sectie C, D en E van het kamp volledig af. Duizenden mensen werden geëvacueerd. Bij een nieuwe brand op woensdagavond 9 september brandde opnieuw een gedeelte van het kamp af.
Voor het aansteken van de branden werden door de Griekse rechtbank op 11 juni 2021 vier jonge Afghaanse asielzoekers veroordeeld, al was er vanuit mensenrechtenorganisaties wel kritiek op de rechtsgang.